# Senatori della II legislatura della Repubblica Italiana
Questo elenco riporta i nomi dei senatori della II legislatura della Repubblica Italiana dopo le elezioni politiche del 1953 divisi per gruppi. (Dati dal sito del senato).

## Consistenza dei gruppi
| Gruppo                                                 | Eletti | A vita | Totale |
| ------------------------------------------------------ | ------ | ------ | ------ |
| Democrazia Cristiana (DC)                              | 111    | -      | 111    |
| Partito Comunista Italiano (PCI)                       | 49     | -      | 49     |
| Partito Socialista Italiano (PSI)                      | 28     | -      | 28     |
| Partito Nazionale Monarchico (PNM)                     | 15     | -      | 15     |
| Libero - Social - Repubblicano (LSR) (PLI - PSI - PRI) | 9      | 1      | 10     |
| Gruppo Democratico Indipendenti di Sinistra (GDIS)     | 10     | -      | 10     |
| Movimento Sociale Italiano (MSI)                       | 9      | -      | 9      |
| Gruppo misto                                           | 6      | 5      | 11     |
| Totale                                                 | 237    | 6      | 243    |

- Il prospetto indicato dal sito del Senato non tiene conto dei 2 senatori proclamati eletti il giorno successivo all'inaugurazione della legislatura, Giacinto Bosco (DC) e Giuseppe Roda (PSI), indicando pertanto come plenum dell'assemblea 241 senatori anziché 243.
- Dei 113 eletti della DC, 3 aderirono al gruppo misto; al gruppo DC aderirono uno dei tre senatori eletti nella lista DC-PRI.
- Dei 51 eletti del PCI, 3 aderirono al gruppo GDIS; al gruppo PCI aderì un senatore eletto con apposito contrassegno.
- Al gruppo PSI aderirono i 26 senatori eletti in tale lista e 2 senatori eletti con appositi contrassegni.
- Al gruppo PNM aderirono i 14 senatori eletti in tale lista e un senatore eletto con apposito contrassegno.
- I 9 senatori di origine elettiva che aderirono al gruppo LRS erano così ripartiti: 4 PSDI, 3 PLI, 2 DC-PRI.
- Al gruppo GDIS aderirono 3 senatori PCI, uno di ADN, 6 eletti con appositi contrassegni.
- I 6 senatori di origine elettiva che aderirono al gruppo misto erano così ripartiti: 3 DC, 2 PPST, 1 eletto con apposito contrassegno.

## Composizione storica
| Eletto                               | Regione               | Collegio                             | Gruppo (lista) |
| ------------------------------------ | --------------------- | ------------------------------------ | -------------- |
| Rocco Vincenzo Agostino              | Calabria              | Locri                                | PSI            |
| Giuseppe Alberganti                  | Lombardia             | Vigevano                             | PCI            |
| Giuseppe Alberti                     | Lazio                 | Viterbo                              | PSI            |
| Ezio Amadeo                          | Emilia-Romagna        | Ravenna                              | LSR (DC-PRI)   |
| Pietro Amigoni                       | Lombardia             | Lecco                                | DC             |
| Ugo Angelilli                        | Lazio                 | Civitavecchia                        | DC             |
| Nicola Angelini                      | Puglia                | Bitonto                              | DC             |
| Cesare Angelini                      | Toscana               | Viareggio                            | DC             |
| Luigi Angrisani                      | Campania              | Nocera Inferiore                     | GDIS (ADN)     |
| Domenico Arcudi                      | Sicilia               | Palermo II                           | PNM            |
| Alfonso Artiaco                      | Campania              | Napoli I                             | DC             |
| Filippo Asaro                        | Sicilia               | Alcamo                               | PCI            |
| Antonio Azara                        | Sardegna              | Tempio-Ozieri                        | DC             |
| Antonio Banfi                        | Lombardia             | Abbiategrasso                        | PCI            |
| Leopoldo Baracco                     | Piemonte              | Asti                                 | DC             |
| Gaetano Barbareschi                  | Liguria               | Genova II                            | PSI            |
| Michele Barbaro                      | Calabria              | Reggio Calabria                      | MSI            |
| Giuseppe Bardellini                  | Emilia-Romagna        | Portomaggiore                        | PSI            |
| Emilio Battista                      | Lazio                 | Latina                               | DC             |
| Pietro Bellora                       | Lombardia             | Clusone                              | DC             |
| Luigi Benedetti                      | Trentino-Alto Adige   | Trento                               | DC             |
| Giovanni Battista Bertone            | Piemonte              | Mondovì                              | DC             |
| Guido Bisori                         | Toscana               | Prato                                | DC             |
| Renato Bitossi                       | Toscana               | Firenze II                           | PCI            |
| Giorgio Bo                           | Liguria               | Genova IV                            | DC             |
| Carlo Boccassi                       | Piemonte              | Alessandria-Tortona                  | PCI            |
| Antonio Boggiano Pico                | Liguria               | Chiavari                             | DC             |
| Severino Bolognesi                   | Veneto                | Adria                                | PCI            |
| Giacinto Bosco                       | Campania              | Piedimonte d'Alife - Sessa Aurunca   | DC             |
| Ilio Bosi                            | Emilia-Romagna        | Portomaggiore                        | PCI            |
| Giuseppe Bosia                       | Piemonte              | Asti                                 | Misto (Ind.)   |
| Carlo Braitenberg                    | Trentino-Alto Adige   | Bolzano                              | Misto (PPST)   |
| Giovanni Braschi                     | Emilia-Romagna        | Forlì-Faenza                         | DC (DC-PRI)    |
| Settimio Bruna                       | Liguria               | Imperia                              | DC             |
| Pasquale Buglione                    | Campania              | Napoli IV                            | PNM            |
| Angelo Buizza                        | Lombardia             | Brescia                              | DC             |
| Raffaele Cadorna                     | Piemonte              | Verbano-Cusio-Ossola                 | Misto (DC)     |
| Francesco Calauti                    | Calabria              | Locri                                | DC             |
| Carlo Caldera                        | Veneto                | Verona Pianura                       | PSI            |
| Emilio Canevari                      | Lombardia             | Milano IV                            | LSR (PSDI)     |
| Pietro Canonica                      | A vita                | –                                    | Misto          |
| Raffaele Caporali                    | Abruzzo e Molise      | Lanciano - Vasto                     | DC             |
| Egisto Cappellini                    | Marche                | Urbino                               | PCI            |
| Enrico Carboni                       | Sardegna              | Oristano                             | DC             |
| Mario Carelli                        | Marche                | Macerata                             | DC             |
| Carmelo Caristia                     | Sicilia               | Caltagirone                          | DC             |
| Luigi Carmagnola                     | Piemonte              | Torino Centro                        | LSR (PSDI)     |
| Luigi Carlo Caron                    | Piemonte              | Vercelli                             | DC             |
| Giuseppe Caron                       | Veneto                | Treviso                              | DC             |
| Angelo Cemmi                         | Lombardia             | Breno                                | DC             |
| Pietro Cenini                        | Lombardia             | Chiari                               | DC             |
| Francesco Cerabona                   | Basilicata            | Matera                               | GDIS (Ind.)    |
| Angelo Cerica                        | Lazio                 | Frosinone                            | DC             |
| Armando Cermignani                   | Abruzzo e Molise      | Pescara                              | PSI (Ind.)     |
| Giuseppe Cerulli Irelli              | Abruzzo e Molise      | Teramo                               | DC             |
| Stanislao Ceschi                     | Veneto                | Cittadella                           | DC             |
| Alberto Cianca                       | Marche                | Jesi-Senigallia                      | PSI            |
| Raffaele Ciasca                      | Basilicata            | Melfi                                | DC             |
| Mario Cingolani                      | Umbria                | Perugia I                            | DC             |
| Pasquale Clemente                    | Campania              | Avellino                             | DC             |
| Arturo Raffaello Colombi             | Lombardia             | Ostiglia                             | PCI            |
| Orazio Condorelli                    | Sicilia               | Catania I                            | PNM            |
| Guido Corbellini                     | Veneto                | Vicenza                              | DC             |
| Giovanni Maria Cornaggia Medici      | Lombardia             | Lodi                                 | DC             |
| Giuseppe Corsini                     | Toscana               | Pistoia                              | PCI            |
| Carlo Corti                          | Lombardia             | Rho                                  | DC             |
| Gabriele Criscuoli                   | Campania              | Sant'Angelo dei Lombardi             | DC             |
| Fulvio De Bacci                      | Toscana               | Arezzo                               | DC             |
| Francesco De Bosio                   | Veneto                | Verona Pianura                       | DC             |
| Alfonso De Giovine                   | Puglia                | Lucera                               | DC             |
| Angelo De Luca                       | Abruzzo e Molise      | Chieti                               | DC             |
| Carlo De Luca                        | Lazio                 | Viterbo                              | DC             |
| Luca De Luca                         | Calabria              | Catanzaro                            | PCI            |
| Alfredo De Marsico                   | Campania              | Avellino                             | PNM            |
| Enrico De Nicola                     | A vita                | –                                    | Misto          |
| Michele De Pietro                    | Puglia                | Lecce                                | DC             |
| Gaetano De Sanctis                   | A vita                | –                                    | Misto          |
| Araldo di Crollalanza                | Puglia                | Bari                                 | MSI            |
| Angelo Di Rocco                      | Sicilia               | Caltanissetta                        | DC             |
| Ambrogio Donini                      | Lazio                 | Roma VII                             | PCI            |
| Raffaele Elia                        | Marche                | Pesaro-Fano                          | DC             |
| Luigi Fabbri                         | Umbria                | Terni                                | PSI            |
| Silvio Fantuzzi                      | Emilia-Romagna        | Reggio Emilia                        | PCI            |
| Giovanni Farina                      | Lombardia             | Pavia                                | PCI            |
| Armando Fedeli                       | Umbria                | Città di Castello                    | PCI            |
| Francesco Ferrari                    | Puglia                | Tricase                              | DC             |
| Lando Ferretti                       | Lazio                 | Roma III                             | MSI            |
| Umberto Fiore                        | Sicilia               | Sciacca                              | PCI            |
| Gaetano Fiorentino                   | Campania              | Napoli III                           | PNM            |
| Vittorio Flecchia                    | Piemonte              | Acqui Terme - Novi Ligure            | PCI            |
| Basilio Focaccia                     | Campania              | Sala Consilina - Vallo della Lucania | DC             |
| Paolo Fortunati                      | Emilia-Romagna        | Bologna II                           | PCI            |
| Enea Franza                          | Campania              | Benevento - Ariano Irpino            | MSI            |
| Bortolo Galletto                     | Veneto                | Schio                                | DC             |
| Silvio Gava                          | Campania              | Castellammare di Stabia              | DC             |
| Cesare Gavina                        | Lombardia             | Voghera                              | PCI            |
| Alessandro Gerini                    | Lazio                 | Roma VIII                            | DC             |
| Galliano Gervasi                     | Toscana               | Montevarchi                          | PCI            |
| Guido Giacometti                     | Veneto                | Chioggia                             | PSI            |
| Camillo Giardina                     | Sicilia               | Termini Imerese - Cefalù             | DC             |
| Mario Giustarini                     | Toscana               | Volterra                             | PCI            |
| Giuseppe Gramegna                    | Puglia                | Molfetta                             | PCI            |
| Pietro Grammatico                    | Sicilia               | Trapani                              | GDIS (Ind.)    |
| Luciano Granzotto Basso              | Veneto                | Belluno                              | LSR (PSDI)     |
| Carlo Grava                          | Veneto                | Vittorio Veneto - Montebelluna       | DC             |
| Enrico Grazi                         | Toscana               | Arezzo                               | PSI            |
| Ruggero Grieco                       | Puglia                | Cerignola                            | PCI            |
| Teresio Guglielmone                  | Piemonte              | Pinerolo                             | DC             |
| Michelangelo Iorio                   | Umbria                | Perugia II                           | PSI            |
| Pasquale Jannaccone                  | A vita                | –                                    | Misto          |
| Onofrio Jannuzzi                     | Puglia                | Molfetta                             | DC             |
| Giovanni Lamberti                    | Sardegna              | Sassari                              | DC             |
| Achille Lauro                        | Campania              | Nocera Inferiore                     | PNM            |
| Leo Leone                            | Abruzzo e Molise      | Teramo                               | GDIS (Ind.)    |
| Antonio Lepore                       | Campania              | Cerreto Sannita                      | DC             |
| Ciro Liberali                        | Friuli-Venezia Giulia | Pordenone                            | PSI            |
| Amilcare Locatelli                   | Lombardia             | Rho                                  | PSI            |
| Mario Longoni                        | Lombardia             | Monza                                | DC             |
| Angelo Lorenzi                       | Veneto                | Este                                 | DC             |
| Arnaldo Lubelli                      | Campania              | Napoli V                             | PNM            |
| Emilio Lussu                         | Sardegna              | Cagliari                             | PSI (Ind.)     |
| Giuseppe Magliano                    | Abruzzo e Molise      | Larino                               | DC             |
| Domenico Magrì                       | Sicilia               | Acireale                             | DC             |
| Carmine Mancinelli                   | Emilia-Romagna        | Ferrara                              | PSI            |
| Michele Mancino                      | Basilicata            | Melfi                                | PCI            |
| Francesco Marchini Camia             | Emilia-Romagna        | Borgotaro-Salsomaggiore              | DC             |
| Francesco Mariani                    | Lombardia             | Milano VI                            | PSI            |
| Mario Marina                         | Lombardia             | Milano I                             | MSI            |
| Luigi Mariotti                       | Toscana               | Firenze III                          | PSI            |
| Ferdinando Martini                   | Toscana               | Lucca                                | DC             |
| Martino Martini                      | Toscana               | Montevarchi                          | DC             |
| Giorgio Marzola                      | Lombardia             | Abbiategrasso                        | PSI            |
| Cesare Massini                       | Lazio                 | Velletri                             | PCI            |
| Carlo Mastrosimone                   | Basilicata            | Corleto Perticara                    | PNM            |
| Giuseppe Medici                      | Emilia-Romagna        | Castelnovo ne' Monti - Sassuolo      | DC             |
| Vincenzo Menghi                      | Lazio                 | Tivoli                               | DC             |
| Angelina Merlin                      | Veneto                | Rovigo                               | PSI            |
| Umberto Merlin                       | Veneto                | Padova                               | DC             |
| Cesare Merzagora                     | Lombardia             | Vimercate                            | Misto (DC)     |
| Giovanni Messe                       | Puglia                | Brindisi                             | DC             |
| Enrico Minio                         | Lazio                 | Civitavecchia                        | PCI            |
| Enrico Molè                          | Emilia-Romagna        | Parma                                | GDIS (Ind.)    |
| Giuseppe Molinari                    | Sicilia               | Sciacca                              | DC             |
| Guido Molinelli                      | Marche                | Pesaro-Fano                          | PCI            |
| Antonio Monni                        | Sardegna              | Nuoro                                | DC             |
| Piero Montagnani                     | Lombardia             | Milano VI                            | PCI            |
| Rodolfo Morandi                      | Lombardia             | Ostiglia                             | PSI            |
| Gerolamo Lino Moro                   | Veneto                | Conegliano-Oderzo                    | DC             |
| Angelo Giacomo Mott                  | Trentino-Alto Adige   | Pergine Valsugana                    | DC             |
| Nicola Nacucchi                      | Puglia                | Lecce                                | PNM            |
| Virgilio Nasi                        | Sicilia               | Palermo II                           | GDIS (Ind.)    |
| Celeste Carlo Negarville             | Piemonte              | Torino Dora Oltre Stura Collina      | PCI            |
| Alceo Negri                          | Lombardia             | Mantova                              | PSI            |
| Antonio Negro                        | Liguria               | Genova II                            | PCI            |
| Zaccaria Negroni                     | Lazio                 | Velletri                             | DC             |
| Ernesto Page                         | Aosta                 | Aosta                                | DC             |
| Mario Palermo                        | Campania              | Napoli VI                            | PCI            |
| Giovanni Pallastrelli                | Emilia-Romagna        | Fiorenzuola d'Arda - Fidenza         | DC             |
| Antonio Pannullo                     | Campania              | Benevento - Ariano Irpino            | LSR (PLI)      |
| Raffaele Paolucci                    | Abruzzo e Molise      | Chieti                               | PNM (Ind.)     |
| Giuseppe Papalia                     | Puglia                | Bari                                 | PSI            |
| Camillo Pasquali                     | Piemonte              | Novara                               | PSI            |
| Ottavio Pastore                      | Piemonte              | Torino FIAT Aeritalia Ferriere       | PCI            |
| Raffaele Pastore                     | Puglia                | Barletta-Trani                       | PCI            |
| Guglielmo Pelizzo                    | Friuli-Venezia Giulia | Cividale del Friuli                  | DC             |
| Giacomo Pellegrini                   | Friuli-Venezia Giulia | Gorizia                              | PCI            |
| Stefano Perrier                      | Piemonte              | Cuneo-Saluzzo                        | LSR (PLI)      |
| Antonio Pesenti                      | Emilia-Romagna        | Ravenna                              | PCI            |
| Raffaele Petti                       | Campania              | Salerno                              | PSI            |
| Cristoforo Pezzini                   | Lombardia             | Bergamo                              | DC             |
| Giacomo Picchiotti                   | Toscana               | Volterra                             | PSI            |
| Arturo Piechele                      | Trentino-Alto Adige   | Mezzolombardo                        | DC             |
| Giacomo Piola                        | Piemonte              | Acqui Terme - Novi Ligure            | DC             |
| Giovanni Ponti                       | Veneto                | Mirano                               | DC             |
| Adolfo Porcellini                    | Emilia-Romagna        | Fiorenzuola d'Arda - Fidenza         | PSI            |
| Pasquale Prestisimone                | Sicilia               | Palermo I                            | MSI            |
| Alberto Mario Pucci                  | Emilia-Romagna        | Carpi                                | PCI            |
| Giuseppe Raffeiner                   | Trentino-Alto Adige   | Bressanone                           | Misto (PPST)   |
| Luigi Ragno                          | Sicilia               | Barcellona Pozzo di Gotto            | MSI            |
| Riccardo Ravagnan                    | Veneto                | Rovigo                               | PCI            |
| Pier Carlo Restagno                  | Lazio                 | Sora-Cassino                         | DC             |
| Mario Riccio                         | Campania              | Napoli II                            | DC             |
| Pietro Ristori                       | Toscana               | Prato                                | PCI            |
| Antonio Rizzatti                     | Friuli-Venezia Giulia | Gorizia                              | DC             |
| Giuseppe Roda                        | Lombardia             | Vimercate                            | PSI            |
| Mario Roffi                          | Emilia-Romagna        | Ferrara                              | PCI            |
| Francesco Rogadeo                    | Puglia                | Bitonto                              | PNM            |
| Antonio Romano                       | Sicilia               | Enna                                 | DC             |
| Domenico Romano                      | Calabria              | Palmi                                | DC             |
| Giovanni Roveda                      | Umbria                | Terni                                | PCI            |
| Luigi Russo                          | Puglia                | Monopoli                             | DC             |
| Salvatore Russo                      | Sicilia               | Enna                                 | GDIS (PCI)     |
| Raffaele Saggio                      | Sicilia               | Patti                                | GDIS (Ind.)    |
| Giuseppe Salari                      | Umbria                | Foligno-Spoleto                      | DC             |
| Rocco Salomone                       | Calabria              | Vibo Valentia                        | DC             |
| Salvatore Sanmartino                 | Sicilia               | Agrigento                            | DC             |
| Natale Santero                       | Lombardia             | Busto Arsizio                        | DC             |
| Giovanni Sartori                     | Piemonte              | Alba                                 | DC             |
| Santi Savarino                       | Sicilia               | Partinico-Monreale                   | Misto (DC)     |
| Alessandro Schiavi                   | Emilia-Romagna        | Portomaggiore                        | LSR (PSDI)     |
| Domenico Schiavone                   | Basilicata            | Tricarico                            | DC             |
| Mauro Scoccimarro                    | Veneto                | Chioggia                             | PCI            |
| Pietro Secchia                       | Toscana               | Livorno                              | PCI            |
| Francesco Selvaggi                   | Campania              | Nola                                 | DC             |
| Emilio Sereni                        | Campania              | Torre del Greco                      | PCI            |
| Tomaso Smith                         | Lazio                 | Rima VI                              | GDIS (PCI)     |
| Alessandro Spagna                    | Sicilia               | Siracusa                             | GDIS (PCI)     |
| Giovanni Spagnolli                   | Trentino-Alto Adige   | Rovereto                             | DC             |
| Aldo Spallicci                       | Emilia-Romagna        | Cesena                               | LSR (DC-PRI)   |
| Lorenzo Spallino                     | Lombardia             | Cantù                                | DC             |
| Velio Spano                          | Sardegna              | Iglesias                             | PCI (Ind.)     |
| Tommaso Spasari                      | Calabria              | Catanzaro                            | DC             |
| Francesco Spezzano                   | Calabria              | Crotone                              | PCI            |
| Carlo Stagno Villadicani d'Alcontres | Sicilia               | Barcellona Pozzo di Gotto            | LSR (PLI)      |
| Luigi Sturzo                         | A vita                | –                                    | Misto          |
| Leonetto Taddei                      | Lazio                 | Sora-Cassino                         | PNM            |
| Amor Tartufoli                       | Marche                | Ascoli Piceno                        | DC             |
| Umberto Terracini                    | Liguria               | Genova I                             | PCI            |
| Attilio Terragni                     | Lombardia             | Como                                 | PNM            |
| Tiziano Tessitori                    | Friuli-Venezia Giulia | Udine                                | DC             |
| Ettore Tibaldi                       | Piemonte              | Verbano-Cusio-Ossola                 | PSI            |
| Angelo Donato Tirabassi              | Abruzzo e Molise      | Avezzano                             | DC             |
| Zefferino Tomè > sito senato Veneto  | Friuli-Venezia Giulia | San Vito al Tagliamento              | DC             |
| Antonio Toselli                      | Piemonte              | Cuneo-Saluzzo                        | DC             |
| Giuseppe Trabucchi                   | Veneto                | Verona Collina                       | DC             |
| Ferdinando Trigona Della Floresta    | Sicilia               | Caltanissetta                        | MSI            |
| Domenico Tripepi                     | Calabria              | Reggio Calabria                      | PNM            |
| Umberto Tupini                       | Marche                | Fermo                                | DC             |
| Daniele Turani                       | Lombardia             | Treviglio                            | DC             |
| Franz Turchi                         | Lazio                 | Roma V                               | MSI            |
| Nicola Vaccaro                       | Calabria              | Cosenza                              | DC             |
| Maurizio Valenzi                     | Campania              | Napoli I                             | PCI            |
| Giustino Valmarana                   | Veneto                | Bassano del Grappa                   | DC             |
| Ezio Vanoni                          | Lombardia             | Sondrio                              | DC             |
| Franco Varaldo                       | Liguria               | Savona                               | DC             |
| Odoardo Voccoli                      | Puglia                | Taranto                              | PCI            |
| Leopoldo Zagami                      | Sicilia               | Messina                              | PNM            |
| Francesco Zane                       | Lombardia             | Salò                                 | DC             |
| Umberto Zanotti Bianco               | A vita                | –                                    | LSR            |
| Ennio Zelioli Lanzini                | Lombardia             | Crema                                | DC             |
| Adone Zoli                           | Toscana               | Firenze I                            | DC             |
| Mario Zotta                          | Basilicata            | Potenza                              | DC             |
| Vincenzo Zucca                       | Liguria               | Savona                               | PCI            |

1. 1 2  Proclamati eletti il giorno successivo all'inaugurazione della legislatura dopo l'opzione per la Camera da parte dei candidati precedenti in graduatoria: Giacinto Bosco in sostituzione di Leopoldo Rubinacci (già eletto per il collegio di Torre del Greco); Giuseppe Roda in sostituzione di Eugenio Dugoni (già eletto per il collegio di Crema).

## Senatori proclamati eletti ad inizio legislatura
Di seguito i senatori proclamati eletti in surrogazione dei candidati plurieletti optanti per la Camera dei deputati.
Il sito del ministero segnala come eletti i surroganti e non i candidati proclamati ab origine.
| Surrogato                     | Surrogante       | Lista           | Circoscrizione |
| ----------------------------- | ---------------- | --------------- | -------------- |
| Giuseppe Menotti De Francesco | Attilio Terragni | PNM             | Lombardia      |
| Eugenio Dugoni                | Giuseppe Roda    | PSI             | Lombardia      |
| Andrea Marabini               | Mario Roffi      | PCI             | Emilia-Romagna |
| Vittorio Bardini              | Giuseppe Corsini | PCI             | Toscana        |
| Arturo Michelini              | Lando Ferretti   | MSI             | Lazio          |
| Edoardo D'Onofrio             | Tomaso Smith     | PCI/Campidoglio | Lazio          |
| Leopoldo Rubinacci            | Giacinto Bosco   | DC              | Campania       |
| Girolamo Li Causi             | Salvatore Russo  | PCI             | Sicilia        |
| Giuseppe Berti                | Filippo Asaro    | PCI             | Sicilia        |
| Gennaro Villelli              | Luigi Ragno      | MSI             | Sicilia        |

## Modifiche intervenute

### Modifiche intervenute nella composizione dell'assemblea
| Uscente                              | Entrante                   | Data subentro | Circoscrizione                |
| ------------------------------------ | -------------------------- | ------------- | ----------------------------- |
| Enrico Grazi                         | Jaures Busoni              | 08.10.1953    | Toscana                       |
| Ferdinando Martini                   | Fulvio De Bacci            | 31.10.1953    | Toscana                       |
| Fulvio De Bacci                      | Giorgio Braccesi           | 19.11.1953    | Toscana                       |
| Achille Lauro                        | Raffaele Guariglia         | 08.04.1954    | Campania                      |
| Luigi Carlo Caron                    | Antonio Bussi              | 03.06.1954    | Piemonte                      |
| Antonio Toselli                      | Giuseppe Maria Sibille     | 04.06.1954    | Piemonte                      |
| Domenico Magrì                       | Gaspare Cusenza            | 09.11.1954    | Sicilia                       |
| Carlo Stagno Villadicani d'Alcontres | Edoardo Battaglia          | 25.03.1955    | Sicilia                       |
| –                                    | Luigi Einaudi              | 11.05.1955    | A vita (di diritto)           |
| Rodolfo Morandi                      | Mario Grampa               | 27.09.1955    | Lombardia                     |
| Ruggero Grieco                       | Giuseppe Imperiale         | 27.09.1955    | Puglia                        |
| Ezio Vanoni                          | Emanuele Samek Lodovici    | 22.02.1956    | Lombardia                     |
| Camillo Pasquali                     | Michele Giua               | 02.03.1956    | Piemonte                      |
| Stefano Perrier                      | Giuseppe Dardanelli        | 06.06.1956    | Piemonte                      |
| Francesco Selvaggi                   | Raffaele Pezzullo          | 18.07.1956    | Campania                      |
| Carlo Caldera                        | Arduino Cerutti            | 26.10.1956    | Veneto                        |
| Alfonso Artiaco                      | Vincenzo Monaldi           | 26.10.1956    | Campania                      |
| Raffaele Pezzullo                    | Giuseppe Piegari           | 24.01.1957    | Campania                      |
| Raffaele Caporali                    | Giuseppe Zugaro De Matteis | 24.06.1957    | Abruzzo e Molise              |
| Carlo Corti                          | Giuseppe Terragni          | 12.07.1957    | Lombardia                     |
| Antonio Bandi                        | Clarenzo Menotti           | 25.07.1957    | Lombardia                     |
| Armando Cermignani                   | Antonio Borrelli           | 25.10.1957    | Abruzzo e Molise              |
| –                                    | Giuseppe Paratore          | 09.11.1957    | A vita (nomina presidenziale) |
| Attilio Terragni                     | Enrico Gazzale             | 21.02.1958    | Lombardia                     |

### Modifiche intervenute nella composizione dei gruppi

#### Democrazia Cristiana
- In data 23.11.1956 lascia il gruppo Giovanni Messe, che aderisce al gruppo misto.

#### Partito Comunista Italiano
- In data 23.02.1954 aderisce al gruppo Leo Leone, proveniente dal gruppo GDIS.

#### Partito Socialista Italiano
- In data 27.06.1956 aderisce al gruppo Pietro Grammatico, proveniente dal gruppo GDIS.

#### Libero - Social - Repubblicano
- In data 18.03.1955 la consistenza del gruppo diminuisce di un'unità: Edoardo Battaglia (subentrato a Carlo Stagno) aderisce al gruppo misto.
- In data 11.05.1955 aderisce al gruppo Luigi Einaudi, divenuto senatore a vita.
- In data 28.02.1956 aderisce al gruppo Edoardo Battaglia, proveniente dal gruppo misto.

#### Partito Nazionale Monarchco
- In data 03.06.1954 lascia il gruppo Gaetano Fiorentino, che aderisce al gruppo misto.
- In data 17.11.1954 lascia il gruppo Alfredo De Marsico, che aderisce al gruppo misto.
- In data 08.11.1956 lasciano il gruppo Carlo Mastrosimone e Leopoldo Zagami, che aderiscono al gruppo misto.
- In data 13.11.1956 lascia il gruppo Arnaldo Lubelli, che aderisce al gruppo misto.
- In data 27.06.1957 lascia il gruppo Leonetto Taddei, che aderisce al gruppo misto.
- In data 24.09.1957 lascia il gruppo Domenico Tripepi, che aderisce al gruppo misto.

#### Gruppo Democratico Indipendenti di Sinistra
- In data 23.02.1954 lascia il gruppo Leo Leone, che aderisce al gruppo PCI.
- In data 02.02.1956 lascia il gruppo Luigi Angrisani, che aderisce al gruppo misto.
- In data 27.06.1956 lascia il gruppo Pietro Grammatico, che aderisce al gruppo PSI.

#### Movimento Sociale Italiano
- Nessuna modifica intervenuta.

#### Gruppo misto
- In data 03.06.1954 aderisce al gruppo Gaetano Fiorentino, proveniente dal gruppo PNM.
- In data 17.11.1954 aderisce al gruppo Alfredo De Marsico, proveniente dal gruppo PNM.
- In data 18.03.1955 la consistenza del gruppo aumenta di un'unità per effetto dell'adesione di Edoardo Battaglia, subentrato a Carlo Stagno già appartenente al gruppo LSR.
- In data 02.02.1956 aderisce al gruppo Luigi Angrisani, proveniente dal gruppo GDIS.
- In data 28.02.1956 lascia il gruppo Edoardo Battaglia, che aderisce al gruppo LSR.
- In data 08.11.1956 aderiscono al gruppo Carlo Mastrosimone e Leopoldo Zagami, provenienti dal gruppo PNM.
- In data 13.11.1956 aderisce al gruppo Arnaldo Lubelli, proveniente dal gruppo PNM.
- In data 23.11.1956 aderisce al gruppo Giovanni Messe, proveniente dal gruppo DC.
- In data 27.06.1957 aderisce al gruppo Leonetto Taddei, proveniente dal gruppo PNM.
- In data 24.09.1957 aderisce al gruppo Domenico Tripepi, proveniente dal gruppo PNM.
- In data 26.11.1957 aderisce al gruppo Giuseppe Paratore, divenuto senatore a vita.